# 劉馨尹
劉馨尹（Liu Hsing-Yin，1987年10月9日—）是台灣女子乒乓球運動員。她曾獲得2011年夏季世界大學運動會乒乓球比賽女子團體季軍。